# Notochlamys
Notochlamys is een geslacht van tweekleppigen uit de  familie van de Pectinidae (mantelschelpen). 

## Soort
- Notochlamys hexactes (Péron [in Lamarck], 1819)